# Paschal Beverly Randolph
Paschal Beverly Randolph (8 octobre 1825 - 29 juillet 1875) était un médecin, occultiste, médium, spirite et écrivain américain. Il fut le premier à introduire les principes de « magie sexuelle » en Amérique du Nord et établit le plus ancien ordre rosicrucien connu aux États-Unis,.

## Écrits
- 1854 Waa-gu-Mah
- 1859 Lara
- 1860 The Grand Secret
- 1860 The Unveiling
- (en) Paschal Beverly Randolph, Clairvoyance; How to produce it, and perfect it, with an essay on "Hashish, it's benefits and its dangers." Also "How to make the magic glass, or mirror of the dead, by means of which the oriental magi are said to have held intelligent commerce with spirits.", Boston, Albert Renne & Co, 1860
- 1861 disponible sur Internet Archive; disponible sur Internet Archive
- 1861 Human Love and Dealing with the Dead
- 1863 Pre-Adamite ManModèle:Smallsup
- 1863 « The Wonderful Story of Ravalette » (consulté le 18 octobre 2020)
- 1863 « Tom Clark and his Wife, their double dreams, and the curious things that befell them therein; being The Rosicrucian's Story » (consulté le 18 octobre 2020)
- 1866 A Sad Case; A Great Wrong!Modèle:Smallsup
- 1866 After death; or, Disembodied man, 1st edition
- (en) Paschal Beverly Randolph, The guide to Clairvoyance and clairvoyant's guide. Also a special paper concerning hashish, Boston, Rockwell & Rollins, 1867
- 1868 disponible sur Internet Archive
- 1870 disponible sur Internet Archive
- 1869 Love and Its Hidden HistoryModèle:Smallsup
- 1870 Love and the Master Passion
- 1872 The Evils of the Tobacco Habit
- 1873 The New Mola! The Secret of Mediumship
- 1874 Love, Woman, and Marriage
- (en) Paschal Beverly Randolph, Eulis! : The History of Love. Being the third revelation of Soul & Sex, Tolède, Paschal Beverly Randolph, 1874
- 1874 disponible sur Internet Archive
- 1875 The Book of the Triplicate Order
- Magia Sexualis: Sexual Practices for Magical Power (published posthumously)